# E- und U-Musik
Bei der Aufteilung von Musik in E- und U-Musik – ernste Musik und Unterhaltungsmusik – handelt es sich um ein Klassifikationsschema zur Bewertung von musikalischen Phänomenen. Ausgehend von der Verteilungspraxis der Verwertungsgesellschaften kommt ihm seit Beginn des 20. Jahrhunderts eine wichtige Rolle zu: Dort ist die Vergütungshöhe teilweise davon abhängig, ob der betreffende Titel der E- oder der U-Musik zuzuordnen ist. Die Unterscheidung ist ebenso umstritten wie die uneinheitliche Vergütung.

## Begriff

### E-Musik
E-Musik ist eine Abkürzung für die sogenannte „ernste“ (zeitweilig auch „ernst zu wertende“) Musik. Mit dieser E-Musik gleichgesetzt wurde die Kunstmusik, was gleich bedeutend war mit klassischer Musik. Da eindeutige Definitionen der Begriffe U- und E-Musik und deren Abgrenzung gegeneinander aber nicht möglich sind, ist deren Verwendung nur auf der Kenntnis der geschichtlichen Entwicklung nachzuvollziehen, zumal derartige Bestimmungsversuche auf „Wertmaßstäbe[n] und letztlich auch die meist pejorativen Wertungen“ basieren, die als willkürlich gesetzt erscheinen. Auch eine Gleichsetzung von „E-Musik“, „Kunstmusik“ und „klassischer Musik“ ist problematisch geworden, denn diese Begriffe haben jeweils ihre eigenen und sich wandelnden Bedeutungen. So ist eine Gleichsetzung der Termini Kunstmusik und Klassische Musik heute nicht mehr möglich. Auch die Gleichsetzung von Klassischer Musik und E-Musik ist nicht eindeutig. Es gibt Fälle, in denen die „künstlerische Bedeutung“ einer zeitgenössischen Musik als Kunstmusik zwar anerkannt wird, aber dennoch eine Zuordnung zur U-Musik erfolgt. Es gibt andere Situationen, in denen das Ambiente der Klassischen Musik in der Branche der Unterhaltungsmusik vermarktet wird. Die Musikwissenschaft begegnet heute den vielfachen Bestimmungsversuchen mit Skepsis, denn „die gedachte Zweiteilung musikalischer Kultur [sei] letztlich unwirklich“.

### U-Musik
U-Musik für „Unterhaltungsmusik“ fasst populäre und kommerzielle Musikrichtungen (populäre Musik) zusammen, z. B. Pop- und Rockmusik, Schlager und volkstümlichen Schlager, teilweise auch Jazz, Volksmusik u. a. Diese Musikrichtungen hatten seit dem Ende des 19. Jahrhunderts nicht den Anspruch, „Kunst“ im Sinne der klassischen Musik zu sein. Diese Unterteilung existierte noch nicht zu Beginn des 19. Jahrhunderts und setzte erst mit der breiten Vermarktung von Musik im Lauf des Jahrhunderts ein (vgl. Salonmusik).
Als bisher frühester Nachweis des Begriffes „Unterhaltungsmusik“ für Tanzmusik als Hör- und Konzertmusik gilt die erstmalige Verwendung durch Johann Strauss (Vater) in einer Annonce für einen Maskenball in der Berliner Zeitung vom 8. November 1845.

## Geschichtliche Entwicklung
Begriffsgeschichtlich ist die Verknüpfung der Begriffe „Ernst“ und „Musik“ erstmals bei Arthur Schopenhauer nachzuweisen. Der hier gemeinte „Ernst“ bezieht sich zunächst auf das gesamte Phänomen der „Tonkunst“. Schopenhauer wollte durch diese Verknüpfung auf die Würde oder „eigentliche Bedeutung dieser wunderbaren Kunst“ hinweisen. Eine Aufspaltung der Musik in zwei gegensätzliche Bereiche lag ihm allerdings fern.
Die musikalischen Verwertungsgesellschaften in Deutschland unterschieden schon früh zwischen E- und U-Musik. So entsprach es namentlich bereits der Praxis der 1903 gegründeten Anstalt für musikalisches Aufführungsrecht (AFMA), des wirtschaftlichen Geschäftsbetriebs der Genossenschaft Deutscher Tonsetzer (GDT), Musik in dieser Weise aufzuteilen; das Vorgehen der AFMA wich insoweit von dem ihres französischen Vorbilds, der SACEM, ab. Die AFMA berechnete die Aufführungsvergütung der Komponisten nach einem Punktesystem, wobei für die Aufführung „ernster“ Musik höhere Punktzahlen vergeben wurden; auch orientierte sich die Punktzahl in der unterhaltenden Sparte nur an Musiktyp und Dauer, während in der ernsten Sparte zusätzlich die Schwierigkeit der Besetzung (unbegleitete Stücke, oratorische Stücke für Orchester etc.) berücksichtigt wurden. Ausschlaggebendes Kriterium für die Einteilung in „ernst“ oder „unterhaltend“ war letztlich der Aufführungsort: So konnte eine Opernouvertüre bei ihrer Aufführung in einem Biergarten in die Unterhaltungskategorie fallen, bei der Aufführung in einem Konzertsaal hingegen in die ernste. Die faktische Besserstellung der ernsten Musik war durch verschiedene Erwägungen der Verantwortlichen (wirtschaftlicher, kultureller, ästhetischer und anderer Art) motiviert; sie war aber jedenfalls auch in personeller Hinsicht folgerichtig – die Initiative zur GDT ging ganz überwiegend von Vertretern der ernsten Musik aus, was sich auch in der Zusammensetzung des Vorstands niederschlug.
Nachdem es – auch zwischen Komponisten der E- und U-Musik – zu Verteilungsstreitigkeiten gekommen war, wurde 1915 als Konkurrentin der GDT die „Genossenschaft zur Verwertung musikalischer Aufführungsrechte“ („alte GEMA“) gegründet. Sie machte in ihrem Verteilungsplan keinen Unterschied zwischen ernster und unterhaltender Musik. Dort dominierte denn auch, spiegelbildlich zur GDT, der Bereich der U-Musik.
Beim Start des Hörfunks in den 1920er-Jahren wurde die Kategorie E-Musik zur Grobeinteilung der Musik im Rundfunk übernommen und spielte dort bei der Programmplanung eine Rolle. Für die Leichte Sinfonik (Gehobene Unterhaltungsmusik) als Schmelztiegel zwischen klassischer Musik, Salonmusik und dem frühen Jazz gab es eigene Orchester und einen stetigen Bedarf an Neukompositionen. Dies war die U-Musik im eigentlichen Sinne (wie „Erinnerung an ein Ballerlebnis“). Von der Sendezeit her war sie gegenüber dem Repertoire der Sinfoniekonzerte und Opernhäuser bevorzugt, für das es zunehmend weniger Bedarf an Neukompositionen gab, da sich das klassische Repertoire verfestigte. Peter Raabe, der Nachfolger von Richard Strauss im Amt des Präsidenten der Reichsmusikkammer und Kenner von Schopenhauers Philosophie sprach 1928 in höchsten Tönen von den „ernsten Konzertunternehmungen“ und stellte dabei heraus, es gäbe Freunde und Feinde der ernsten Musik. Schließlich stünde man dem Feind der ernsten Musik ganz machtlos gegenüber, denn dieser ließe sich regelmäßig mit der „erbärmlichen Jazzbrühe“ übergießen. Raabe nutzte 1938 die Kategorie E-Musik auch zur Begründung der Förderungswürdigkeit der tariflich abgesicherten „Kulturorchester“. Aufgrund einer vorliegenden Studie zum Kulturorchester-Begriff verabschiedete man sich 2019 von diesen kulturpolitischen Definitionen durch eine Reform des Tarifvertrag für die Musiker in Konzert- und Theaterorchestern (TVK).
In der nach der Machterlangung der NSDAP etablierten reichseinheitlichen Verwertungsgesellschaft STAGMA (Staatlich genehmigte Gesellschaft zur Verwertung der musikalischen Urheberrechte), in die GDT und alte GEMA im Wesentlichen aufgingen, genoss die ernste Musik generell eine Vorzugsstellung. Der GDT-Mitbegründer und nunmehrige Präsident der Reichsmusikkammer, Richard Strauss, konnte sich früh mit seiner Forderung durchsetzen, dass ein Drittel der STAGMA-Einkünfte aus konzertmäßigen Aufführungen für die Komponisten von symphonischer Musik, von Kammermusik sowie Chor- und Kirchenmusik reserviert wurde (so genanntes „Ernstes Drittel“). Die Besserstellung des ernsten Sektors entsprach anfangs den kulturpolitischen Vorstellungen der NS-Führung. Die Stimmung innerhalb der Reichsführung wandelte sich jedoch schon bald. Der Reichsminister für Volksaufklärung und Propaganda und Präsident der Reichskulturkammer, Joseph Goebbels, sah in der Aussendung von Unterhaltungsmusik eine Möglichkeit, breite Bevölkerungsschichten für die Staatsführung einzunehmen; Adolf Hitler fand derweil zunehmend selbst Gefallen an Operetten, insbesondere jenen von Franz Lehár. Gleichzeitig entfiel ein immer größer werdender Teil der STAGMA-Ausschüttungen auf den Bereich der U-Musik. Vor diesem Hintergrund fühlten sich Vertreter der unterhaltenden Sparte wie Norbert Schultze ab 1940 ermutigt, für eine Abschaffung des Ernsten Drittels einzutreten. Im November 1940 ordnete Goebbels schließlich eine vorübergehende Änderung des Verteilungsplans unter Beibehalt der Aufteilung in E- und U-Musik, jedoch unter Verzicht auf das Ernste Drittel an. Strauss’ heftiger Widerstand blieb ungehört.
In der bundesrepublikanischen Diskussion der 1950er über ein Gesetz zur Regelung der Verwertungsgesellschaften wurde von einigen Seiten gefordert, das Ernste Drittel wieder einzuführen. Hierzu kam es letztlich nicht; das Urheberrechtswahrnehmungsgesetz von 1966 (UrhWahrnG), das im Übrigen die E-/U-Terminologie nicht explizit aufgriff, statuierte jedoch, der aufzustellende Verteilungsplan „soll[e] dem Grundsatz entsprechen, dass kulturell bedeutende Werke und Leistungen zu fördern sind“ (§ 7 Satz 2 UrhWahrnG). Dieser (Soll-)Grundsatz wurde 2016 auch in das neue Verwertungsgesellschaftengesetz (VGG) übernommen (§ 32 Abs. 1 VGG).
Die GEMA unterscheidet in ihrem Verteilungsplan schon seit ihrer Gründung zwischen E- und U-Musik. Wie die AFMA nimmt auch sie Punktebewertungen vor, wobei für E- und U-Musik unterschiedliche Verrechnungsschlüssel gelten. Die differenzierte Methodik erlaubt es dabei allerdings nicht, pauschal zu beurteilen, ob Werke der E-Musik im Vergleich zu ihren unterhaltenden Pendants besser- oder schlechtergestellt sind.
Im Bereich der deutschen Rundfunksender wurde 1999 die Kategorie „E-Musik“ aufgegeben; entsprechende Sendungen werden aber seitdem in die neue Rubrik Klassik einsortiert. Der Österreichische Komponistenbund unterteilt (bis heute) seine Mitglieder in die Arbeitskreise E-Musik und U-Musik.

## Klassifikationsprobleme und Verteilungskonflikte
Die Aufteilung in E- und U-Musik ist umstritten, da sie
- hauptsächlich im deutschsprachigen Raum üblich ist (es gibt allerdings in anderen Sprachen gelegentlich Klassifizierungen wie popular music, light music einerseits, serious music, art music andererseits);
- eine wertende Konnotation einbringt („E-Musik ist kulturell wertvoll, U-Musik dagegen nicht.“);
- sich für die systematische Klassifikation von Musik als wenig praxistauglich erwiesen hat.

Die Grenzen zwischen E- und U-Musik sind fließend und zudem nur im zeitlichen Kontext vertretbar zu definieren; während beispielsweise Operetten oder auch die Musikrevuen der Gershwin-Brüder zu Beginn des 20. Jahrhunderts typische Vertreter der U-Musik waren, werden sie heute eher der E-Musik zugerechnet, besonders wenn sie von „E-Musikern“ in Institutionen der E-Musik oder nach den ästhetischen Normen der E-Musik aufgeführt werden.
Eine wirtschaftliche Bedeutung hatte die Unterscheidung zwischen E-Musik und U-Musik seit Anfang des 20. Jahrhunderts aufgrund der grundsätzlich höheren Vergütung von E-Musik im Verteilungsplan der Verwertungsgesellschaften.
Die kontrovers diskutierte Aufteilung wird durch die deutsche GEMA und die österreichische AKM weiterhin vorgenommen. Die Vorgehensweise der GEMA führt dazu, dass ein Komponist der E-Musik bei einer Aufführung vergleichbarer Werke die achtfachen Tantiemen eines U-Musikkomponisten erhält. Diese Praxis sollte vom Aufsichtsrat der deutschen GEMA im Jahr 2003 aufgegeben werden, nachdem alle sechs Sitze durch Wahl an U-Musiker gegangen waren, dies wurde jedoch nicht umgesetzt.
Die schweizerische SUISA hat die Unterscheidung zwischen U- und E-Musik 1983 aufgegeben, nachdem ein Komponist dasselbe Werk zweimal unter verschiedenen Titeln eingereicht hatte und es einmal als E und das andere Mal als U eingestuft worden war. Dafür hat die SUISA eine Bevorzugung von längeren Musikwerken eingeführt.

## Forderungen nach einer Abschaffung der Trennung von E- und U-Musik in Deutschland
Nach der derzeitigen Praxis wird die Einstufung in E- oder U-Musik vom sogenannten Werkausschuss der GEMA vorgenommen, dem seit 1997 der Komponist Bernd Wefelmeyer vorsteht – jedoch in Unkenntnis der Partitur, und ohne den Komponisten in die Entscheidung einzubeziehen. Erst wenn dieser dagegen Einspruch erhebt, darf er das Werk vorlegen und erfährt, welche „stilistischen Merkmale“ zur jeweiligen Einstufung führten. Nach den Vorgaben im Verteilungsplan der GEMA (§ 63 bis 66) kommt dem Werkausschuss allerdings ein „weiter Ermessens- und Beurteilungsspielraum“ zu. Verbindliche, nachprüfbare Kriterien existieren nicht, so dass Kritiker wie Frieder W. Bergner die Einstufung in E- oder U-Musik als „Willkür“ bezeichnen. Dies illustriert auch die aktuelle Tendenz, so viel Musik wie möglich – ungeprüft – als U-Musik zu klassifizieren. So wird inzwischen fast die gesamte zeitgenössische Chormusik pauschal der U-Musik zugerechnet, mit dem Argument, dies sei überwiegend nur Musik für Laienensembles. Diese „Vereinfachung“ resultiert allerdings auch aus einer Überforderung der GEMA. „Die exakte Erfassung und treffsichere Einordnung aller Werke in die E- und U-Schublade scheitert letztlich an der Praxis: Für die hunderttausenden Konzerte, die die GEMA jährlich lizenziert, fehlen dafür schlicht die personellen Kapazitäten.“
Zur Schwierigkeit einer Unterscheidung in E- und U-Musik bemerkte Moritz Eggert, seit 2020 Präsident des Deutschen Komponistenverbandes:

„Der Begriff „Ernste Musik“ ist ein (schlechter) Hilfsbegriff um bestimmte Arten von Musiken zu beschreiben. Natürlich gibt es unterhaltsame E-Musik und sogar auch „ernste“ U-Musik. Die Filmmusik eines Horrorfilms will zum Beispiel ganz sicherlich nicht „unterhaltsam sein“, sondern das Gefühl einer Bedrohung vermitteln, und Mozart oder Haydn hätten sich sehr gewundert, wenn man ihre Musik als „nicht unterhaltsam“ bezeichnet hätte, sie wären beleidigt gewesen. Selbstverständlich kann also E-Musik „unterhalten“.“

Verschiedentlich haben Betroffene bereits erfolgreich gegen Entscheidungen der GEMA geklagt. Für einiges Aufsehen sorgte der Fall des Komponisten Leo Sandner, dessen Orchesterwerk Die sieben Todsünden am 3. Oktober 2008 im Erfurter Dom zur Uraufführung gelangte und von der GEMA als U-Musik eingestuft wurde. Sandner beauftragte daraufhin den Berliner Medien-Anwalt Paul W. Hertin mit einer Klage, in der dieser zugleich das gesamte Verteilungssystem der GEMA infrage stellte. Die GEMA lenkte sofort ein: „Noch bevor es richtig vor Gericht losging, erklärte der GEMA-Werkausschuss das Stück plötzlich nachträglich zu E-Musik, womit das Verfahren eingestellt wurde.“
Eine Aufteilung in E- und U-Musik widerspricht ohnehin dem verständlichen Wunsch nach einer möglichst vielfältigen Musiklandschaft mit unterschiedlichsten Facetten. So forderte im Jahre 2002 der renommierte Komponist und Hochschullehrer Enjott Schneider – der 2003 bis 2020 selbst zum Aufsichtsrat der GEMA gehörte – die gänzliche Aufhebung dieser antiquierten Trennung. Schneider erscheint es zudem fraglich, ob die von der GEMA favorisierte Neue Musik in der Nachfolge Arnold Schönbergs tatsächlich „höherwertig“ sei und somit auf Kosten der U-Musik finanziell gefördert werden müsse. „Kunstvolle, komplexe und künstliche Werke zu schaffen gelingt leicht. Weitaus schwieriger ist es, eine durch die Unmittelbarkeit des Einfachen beeindruckende Aussage künstlerisch zu formulieren. Dass die Werke Neuer Musik sich durch Hyperkomplexität auszeichnen und von höchstem Schwierigkeitsgrad für Interpreten sind (das Rundfunkorchester wird’s schon spielen können!) ist symptomatisch.“ Schneider gelangt zu dem Fazit:

„Das Festhalten (vor allem in Musikkritik, Feuilleton, Rundfunk und Musikwissenschaft) an der etablierten Kategorisierung nach „E“ und „U“ scheint für eine perspektivenreiche Entwicklung der Musik, die auf kulturelle Verständigung (statt Zersplitterung) zielt, hinderlich zu sein.“

Die aus Burundi stammende Philosophin Arlette-Louise Ndakoze hält die Unterscheidung zwischen ernster und unterhaltsamer Musik, wie sie in Deutschland praktiziert wird, für „Unfug“, insbesondere die Ansicht, dass U-Musik „weniger wertvoll sei“. Sie meint:

„Wären wir bereit, uns frei von Vorurteilen der Musik zu widmen, würden nicht nur musikalische, sondern auch gesellschaftliche Schranken fallen.“

Noch schärfer formulierte es Hartmut Fladt, Professor für Musiktheorie an der Universität der Künste Berlin:

„Die Kategorie „Klassik“ ist genauso dumm und unzulänglich wie die Abrechnungskategorien der GEMA: Ernste Musik und Unterhaltungsmusik. Sogenannte E-Musik ist mindestens genau sooft völlig unernst, fröhlich, tänzerisch, unterhaltsam wie die U-Musik, und die U-Musik kann so ernst sein, aber auch so langweilen, dass sämtlicher Unterhaltungsanspruch zum Teufel geht.“

2003 sollte dann diese Praxis vom Aufsichtsrat der GEMA aufgegeben werden, nachdem in der Sparte „Komponisten“ alle sechs Sitze durch Wahl an U-Musiker gegangen waren. Dies wurde jedoch nicht umgesetzt.
Inzwischen hat die Diskussion die Politik erreicht. In Anbetracht der anhaltenden Corona-Pandemie, in deren Folge ausnahmslos alle Kulturschaffenden an der Ausübung ihres Berufes gehindert wurden, forderte im März 2021 der Grünen-Politiker Robert Habeck in der Zeitschrift Rolling Stone, die Trennung von E- und U-Musik endlich zu beenden: „Es braucht massive öffentliche Investitionen in die öffentlichen Räume, Mindestsicherheiten für Kreative und eine gleichberechtigte Wertschätzung aller Kulturformen in der Förderung, um damit die Unterscheidung zwischen E- und U-Musik aufzuheben.“
Im Juni 2023 befasste sich das Landgericht Berlin mit dem Zyklus Mia Brentano’s Hidden Sea. 20 Songs for 2 Pianos, der als U-Musik eingestuft worden war, und kritisierte in seinem Urteil, dass die GEMA die Einstufungen in der Regel „geheim“ hält, die Begriffe E- und U-Musik zudem in keiner Weise definiert sind. Dadurch sind diesbezügliche Entscheidungen nicht nachvollziehbar. Im Urteil heißt es: „Der Streit konzentriert sich auf die Frage, ob die Beklagte in der Sache willkürfrei entschieden hat. Das ist hier nach den von der Beklagten im Einstufungsprocedere mitgeteilten Gründen nicht festzustellen.“ Die GEMA wurde deshalb verurteilt, das Werk „neu zu bescheiden.“
Im Mai 2024 informierte die GEMA dann auf einer Mitgliederversammlung: „Aufsichtsrat und Vorstand haben sich vorgenommen, die kategorische Unterscheidung nach ‚Ernster Musik‘ und ‚Unterhaltungsmusik‘ in Verteilung und kultureller Förderung aufzulösen und genreneutral zu gestalten.“ Zur Begründung hieß es u. a., die beiden Kategorien würden „der Vielfalt des gegenwärtigen Musikschaffens“ nicht mehr gerecht werden. „Viele Werke lassen sich nicht mehr eindeutig einer dieser Kategorien zuordnen.“

## Musiksoziologie und Musikalische Ästhetik
Der künstlerische Gehalt eines Kunstwerks wird in der Kunst- oder Musikphilosophie oder der Ästhetik untersucht.
Musik gehörte in der mittelalterlichen Philosophie und in der höheren Schulbildung zum Quadrivium. Es umfasste jedoch nur die hoch geschätzte theoretische Beschäftigung mit Musik, während die Praxis eher gering geschätzt wurde. Dies änderte sich seit dem 16. und 17. Jahrhundert. Diese Aufwertung der Praxis schlug sich dann in der Philosophie seit dem 18. Jahrhundert nieder, die Enzyklopädisten maßen auch der Musikausübung einige Bedeutung zu. In Jean-Jacques Rousseaus Philosophie sind Musikgenres eng mit Wertvorstellungen verbunden. Im Kampf zwischen Musikgenres wie dem Buffonistenstreit drückten sich soziale Konflikte aus.
Zentral war die praktische Musik für einige Philosophen des 19. und 20. Jahrhunderts, etwa Arthur Schopenhauer, Friedrich Nietzsche und Sören Kierkegaard. Für sie stellte sich die Frage, wie die respektable von der weniger respektablen Musik zu unterscheiden sei, mit sehr unterschiedlichen Antworten.
Der Komponist, Philosoph und Soziologe Theodor W. Adorno kritisiert die mit der Rede von E- und U-Musik mögliche „Aufsplitterung der Musik in zwei Sphären“, da diese zugleich „getrennt und verflochten“ seien. Er betont aus soziologischer Sicht die musikalische „Funktion“. Er untersucht das Verhältnis von Qualität und Nachfrage, von Gebrauchskontexten und unterscheidet Rezipienten der Musik, die quasi den Status von Fachleuten haben und über die Fähigkeit zu einem „strukturellen Hören“ verfügen, von „Unterhaltungshörern.“ Diese unterschiedlichen Hörertypen erlauben „die Unterschiede der ernsten und unterhaltenden Sphäre der Musik“ genauer zu begreifen.
Vor dem Hintergrund der musiksoziologischen Erkenntnisse erweist sich die Unterscheidung als schwierig. Einer aktuellen musikästhetischen Behandlung der Fragestellung zufolge ist letztlich alle Musik „in der Lage, die Erkenntniskräfte zu einem freien Spiel anzuregen.“ Dabei ist festzuhalten, dass sowohl „die Erkenntniskräfte der Rezipienten als auch die Intensität des evozierten Spiels stark differieren, und ferner nicht Alles Jeden zu unterhalten vermag“. Auch der Begriff der Unterhaltung ist aus dieser Perspektive wenig geeignet. Letztlich ist „alle Musik (wenn auch für unterschiedliche Rezipienten in unterschiedlicher Weise) unterhaltend“.